# Saint-Vert
Saint-Vert est une commune française située dans la région Auvergne-Rhône-Alpes et le département de la Haute-Loire.

## Géographie

### Localisation
La commune de Saint-Vert se trouve dans le département de la Haute-Loire, en région Auvergne-Rhône-Alpes.
Elle se situe à 64 km par la route du Puy-en-Velay, préfecture du département, à 21 km de Brioude, sous-préfecture, et à 25 km de Sainte-Florine, bureau centralisateur du canton de Sainte-Florine dont dépend la commune depuis 2015 pour les élections départementales.
Les communes les plus proches sont : 
Champagnac-le-Vieux (2,8 km), Laval-sur-Doulon (3,2 km), Chassignolles (4,2 km), Fayet-Ronaye (6,0 km), Chaniat (7,2 km), Agnat (7,2 km), Saint-Hilaire (7,4 km), Doranges (7,6 km).
|                     | Fayet-Ronaye Puy-de-Dôme | Doranges Puy-de-Dôme |
| Chassignolles       | Saint-Vert               |                      |
| Champagnac-le-Vieux |                          | Laval-sur-Doulon     |

### Climat
Pour des articles plus généraux, voir Climat d'Auvergne-Rhône-Alpes et Climat de la Haute-Loire.
En 2010, le climat de la commune est de type climat des marges montargnardes, selon une étude du Centre national de la recherche scientifique s'appuyant sur une série de données couvrant la période 1971-2000. En 2020, Météo-France publie une typologie des climats de la France métropolitaine dans laquelle la commune est exposée à un climat de montagne ou de marges de montagne et est dans la région climatique Nord-est du Massif Central, caractérisée par une pluviométrie annuelle de 800 à 1 200 mm, bien répartie dans l’année.
Pour la période 1971-2000, la température annuelle moyenne est de 9 °C, avec une amplitude thermique annuelle de 16 °C. Le cumul annuel moyen de précipitations est de 880 mm, avec 9,2 jours de précipitations en janvier et 7,8 jours en juillet. Pour la période 1991-2020, la température moyenne annuelle observée sur la station météorologique de Météo-France la plus proche, « Saint Didier sur Doulon », sur la commune de Saint-Didier-sur-Doulon à 8 km à vol d'oiseau, est de 10,7 °C et le cumul annuel moyen de précipitations est de 813,8 mm,. Pour l'avenir, les paramètres climatiques de la commune estimés pour 2050 selon différents scénarios d'émission de gaz à effet de serre sont consultables sur un site dédié publié par Météo-France en novembre 2022.

### Villages, hameaux et lieux-dits
La commune de Saint-Vert se compose, outre le chef-lieu, de vingt-trois villages ou hameaux : la Grange-Michel, la Roche, le Moristel, Chalus, Peymiant, Longevialle, la Pouille, le Fiou, Pot, la Chaux-de-Pot, Salcrut, le Jaladif, les Combes, Pépouget, les Mazeaux, la Bégoniche, les Macans, la Font-de-Faux, Recolle, Lassagne, Osfond, la Faye et Chevany.

## Urbanisme

### Typologie
Au 1er janvier 2024, Saint-Vert est catégorisée commune rurale à habitat très dispersé, selon la nouvelle grille communale de densité à sept niveaux définie par l'Insee en 2022.
Elle est située hors unité urbaine et hors attraction des villes,.

### Occupation des sols
L'occupation des sols de la commune, telle qu'elle ressort de la base de données européenne d’occupation biophysique des sols Corine Land Cover (CLC), est marquée par l'importance des forêts et milieux semi-naturels (82,4 % en 2018), une proportion sensiblement équivalente à celle de 1990 (82,3 %). La répartition détaillée en 2018 est la suivante : 
forêts (82,4 %), prairies (17,6 %). L'évolution de l’occupation des sols de la commune et de ses infrastructures peut être observée sur les différentes représentations cartographiques du territoire : la carte de Cassini (XVIIIe siècle), la carte d'état-major (1820-1866) et les cartes ou photos aériennes de l'IGN pour la période actuelle (1950 à aujourd'hui).

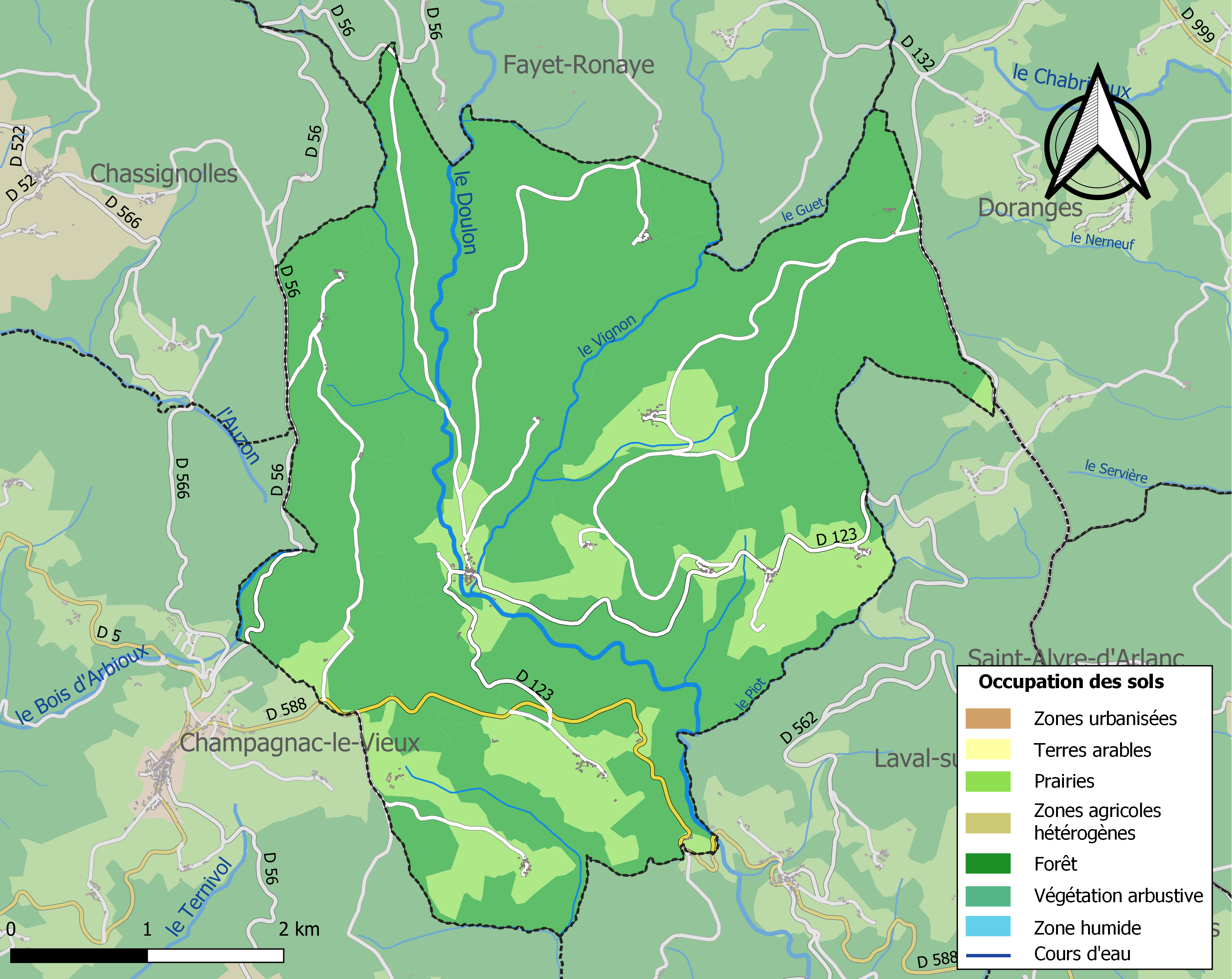
Carte des infrastructures et de l'occupation des sols de la commune en 2018 (CLC).

### Habitat et logement
En 2018, le nombre total de logements dans la commune était de 134, alors qu'il était de 139 en 2013 et de 131 en 2008.
Parmi ces logements, 40,9 % étaient des résidences principales, 54,8 % des résidences secondaires et 4,3 % des logements vacants. Ces logements étaient pour 97,7 % d'entre eux des maisons individuelles et pour 0,8 % des appartements.
Le tableau ci-dessous présente la typologie des logements à Saint-Vert en 2018 en comparaison avec celle de la Haute-Loire et de la France entière. Une caractéristique marquante du parc de logements est ainsi une proportion de résidences secondaires et logements occasionnels (54,8 %) supérieure à celle du département (16,1 %) et à celle de la France entière (9,7 %). Concernant le statut d'occupation de ces logements, 88,7 % des habitants de la commune sont propriétaires de leur logement (91,2 % en 2013), contre 70 % pour la Haute-Loire et 57,5 pour la France entière.
| Typologie                                               | Saint-Vert | Haute-Loire | France entière |
| ------------------------------------------------------- | ---------- | ----------- | -------------- |
| Résidences principales (en %)                           | 40,9       | 71,5        | 82,1           |
| Résidences secondaires et logements occasionnels (en %) | 54,8       | 16,1        | 9,7            |
| Logements vacants (en %)                                | 4,3        | 12,4        | 8,2            |

## Toponymie
Du latin Sanctus Verus à la langue d'oc Sant Ver puis Sent Ver, ensuite francisé. Formes écrites anciennes : 
- Villa Sancti Veri (1260)
- Prioratus Sancti Veri (1291)
- Saint-Ver (1379)
- Saint-Vée (1398)
- Saint-Voir (1401)
- Sainct-Vairn (1614)
- Saint-Ver (1700)
- Saint-Vairt (1734)
- Saint-Vert (1761)
- Vert-les-Eaux (1793)

## Politique et administration

### Découpage territorial
La commune de Saint-Vert est membre de la communauté de communes Auzon Communauté, un établissement public de coopération intercommunale (EPCI) à fiscalité propre créé le 21 décembre 2000 dont le siège est à Auzon. Ce dernier est par ailleurs membre d'autres groupements intercommunaux.
Sur le plan administratif, elle est rattachée à l'arrondissement de Brioude, au département de la Haute-Loire, en tant que circonscription administrative de l'État, et à la région Auvergne-Rhône-Alpes.
Sur le plan électoral, elle dépend du canton de Sainte-Florine pour l'élection des conseillers départementaux, depuis le redécoupage cantonal de 2014 entré en vigueur en 2015, et de la deuxième circonscription de la Haute-Loire   pour les élections législatives, depuis le redécoupage électoral de 1986.

### Liste des maires
- François MESTRE (1792 à 1808)
- Vital MESTRE (1808 à 1813)
- François MESTRE (1813 à 1826)
- Philippe FREYDEFONT (1826 à 1830)
- Robert SAUGUE (oncle) (1830 à 1834)
- Vital MESTRE (1834 à 1843)
- Vital VERNET (1843 à 1846)
- Robert SAUGUE (neveu) (1846 à 1865)
- Jacques BARD (1865 à 1870)
- Robert SAUGUE (1870 à 1871)
- Jacques BARD (1871 à 1874)
- Robert SAUGUE (1874 à 1878)
- Jacques BARD (1878 à 1884)
- Pierre CHAMBON (1884 à 1890)
- Antoine SARRE (1890 à 1896)
- Victorin SAUGUE (1896 à 1900)
- Antoine SARRE (1900 à 1904)
- Pierre MESTRE (1904 à 1908)
- Jean BAYLOT (1908 à 1912)
- Benoit MESTRE (1912 à 1925)
- Pierre MALOSSE (1925 à 1929)
- Jules DUCHAMP (1929 à 1941)
- Joseph BONNAMIN (1941 à 194.)
- Gilbert OLEON (1945 à 1979)
- Gabriel CHALLET (1979 à 1983)
- René MARQUET (1983 à 1995)
- Christian CHADUC (depuis 1995)

### Tendances politiques et résultats
| Scrutin             | Scrutin             | 1er tour | 1er tour | 1er tour | 1er tour | 1er tour    | 1er tour | 1er tour | 1er tour | 1er tour | 1er tour | 1er tour | 1er tour | 2d tour | 2d tour | 2d tour | 2d tour | 2d tour | 2d tour |
| Scrutin             | Scrutin             | 1er      | 1er      | %        | 2e       | 2e          | %        | 3e       | 3e       | %        | 4e       | 4e       | %        | 1er     | 1er     | %       | 2e      | 2e      | %       |
| ------------------- | ------------------- | -------- | -------- | -------- | -------- | ----------- | -------- | -------- | -------- | -------- | -------- | -------- | -------- | ------- | ------- | ------- | ------- | ------- | ------- |
| Présidentielle 2017 | Présidentielle 2017 |          | LR       | 35,14    |          | LFI         | 17,57    |          | EM       | 17,57    |          | RN       | 14,86    |         | EM      | 74,19   |         | RN      | 25,81   |
| Présidentielle 2022 | Présidentielle 2022 |          | RN       | 27,50    |          | EM          | 22,50    |          | LR       | 13,75    |          | RES      | 11,25    |         | EM      | 60,00   |         | RN      | 40,00   |
| Législatives 2022   | 2e                  |          | LR       | 62,07    |          | LFI (NUPES) | 10,34    |          | PR (ENS) | 10,34    |          | RN       | 8,62     |         | LR      | 75,44   |         | LFI     | 24,56   |
| Législatives 2024   | 2e                  |          | LR       | 51,43    |          | RN          | 21,43    |          | PS (NFP) | 15,71    |          | RE (ENS) | 10,00    |         | LR      | 79,41   |         | RN      | 20,59   |

## Population et société

### Démographie

#### Évolution démographique
L'évolution du nombre d'habitants est connue à travers les recensements de la population effectués dans la commune depuis 1793. Pour les communes de moins de 10 000 habitants, une enquête de recensement portant sur toute la population est réalisée tous les cinq ans, les populations de référence des années intermédiaires étant quant à elles estimées par interpolation ou extrapolation. Pour la commune, le premier recensement exhaustif entrant dans le cadre du nouveau dispositif a été réalisé en 2005.

En 2022, la commune comptait 108 habitants, en évolution de −2,7 % par rapport à 2016 (Haute-Loire : +0,36 %, France hors Mayotte : +2,11 %).
| 1793 | 1800  | 1806 | 1821 | 1831 | 1836 | 1841 | 1846 | 1851 |
| ---- | ----- | ---- | ---- | ---- | ---- | ---- | ---- | ---- |
| 810  | 1 037 | 933  | 849  | 881  | 893  | 886  | 858  | 850  |

| 1856 | 1861 | 1866 | 1872 | 1876 | 1881 | 1886 | 1891 | 1896 |
| ---- | ---- | ---- | ---- | ---- | ---- | ---- | ---- | ---- |
| 792  | 810  | 789  | 696  | 768  | 744  | 760  | 737  | 705  |

| 1901 | 1906 | 1911 | 1921 | 1926 | 1931 | 1936 | 1946 | 1954 |
| ---- | ---- | ---- | ---- | ---- | ---- | ---- | ---- | ---- |
| 666  | 630  | 566  | 502  | 421  | 375  | 343  | 317  | 278  |

| 1962 | 1968 | 1975 | 1982 | 1990 | 1999 | 2005 | 2006 | 2010 |
| ---- | ---- | ---- | ---- | ---- | ---- | ---- | ---- | ---- |
| 254  | 180  | 151  | 135  | 120  | 103  | 103  | 103  | 109  |

| 2015 | 2020 | 2022 | - | - | - | - | - | - |
| ---- | ---- | ---- | - | - | - | - | - | - |
| 112  | 105  | 108  | - | - | - | - | - | - |

#### Pyramide des âges
La population de la commune est relativement âgée.
En 2018, le taux de personnes d'un âge inférieur à 30 ans s'élève à 26,6 %, soit en dessous de la moyenne départementale (31 %). À l'inverse, le taux de personnes d'âge supérieur à 60 ans est de 43,8 % la même année, alors qu'il est de 31,1 % au niveau départemental.
En 2018, la commune comptait 58 hommes pour 51 femmes, soit un taux de 53,21 % d'hommes, largement supérieur au taux départemental (49,13 %).
Les pyramides des âges de la commune et du département s'établissent comme suit.
| Hommes | Classe d’âge | Femmes |
| ------ | ------------ | ------ |
| 0,0    | 90 ou +      | 0,0    |
| 17,9   | 75-89 ans    | 8,2    |
| 26,8   | 60-74 ans    | 34,7   |
| 16,1   | 45-59 ans    | 20,4   |
| 12,5   | 30-44 ans    | 10,2   |
| 16,1   | 15-29 ans    | 14,3   |
| 10,7   | 0-14 ans     | 12,2   |

| Hommes | Classe d’âge | Femmes |
| ------ | ------------ | ------ |
| 0,9    | 90 ou +      | 2,5    |
| 8,4    | 75-89 ans    | 11,7   |
| 20,4   | 60-74 ans    | 20,5   |
| 21,3   | 45-59 ans    | 20,3   |
| 16,8   | 30-44 ans    | 16,3   |
| 15,2   | 15-29 ans    | 13,2   |
| 17     | 0-14 ans     | 15,6   |

## Économie

### Emploi
| Division       | 2008  | 2013  | 2018  |
| -------------- | ----- | ----- | ----- |
| Commune        | 4,8 % | 7,3 % | 7,7 % |
| Département    | 6,3 % | 7,7 % | 7,7 % |
| France entière | 8,3 % | 10 %  | 10 %  |

En 2018, la population âgée de 15 à 64 ans s'élève à 67 personnes, parmi lesquelles on compte 61,5 % d'actifs (53,8 % ayant un emploi et 7,7 % de chômeurs) et 38,5 % d'inactifs,. En  2018, le taux de chômage communal (au sens du recensement) des 15-64 ans est supérieur à celui du département, mais inférieur à celui de la France, alors qu'il était inférieur à celui du département et de la France en 2008.
La commune est hors attraction des villes,. Elle compte 18 emplois en 2018, contre 12 en 2013 et 12 en 2008. Le nombre d'actifs ayant un emploi résidant dans la commune est de 37, soit un indicateur de concentration d'emploi de 49,3 % et un taux d'activité parmi les 15 ans ou plus de 44,1 %.
Sur ces 37 actifs de 15 ans ou plus ayant un emploi, 13 travaillent dans la commune, soit 36 % des habitants. Pour se rendre au travail, 63,9 % des habitants utilisent un véhicule personnel ou de fonction à quatre roues, 2,8 % les transports en commun, 11,1 % s'y rendent en deux-roues, à vélo ou à pied et 22,2 % n'ont pas besoin de transport (travail au domicile).

## Culture locale et patrimoine

### Lieux et monuments
- Église Saint-Jean-Baptiste, inscrite au titre des monuments historiques par arrêté du 28 octobre 1993[26].

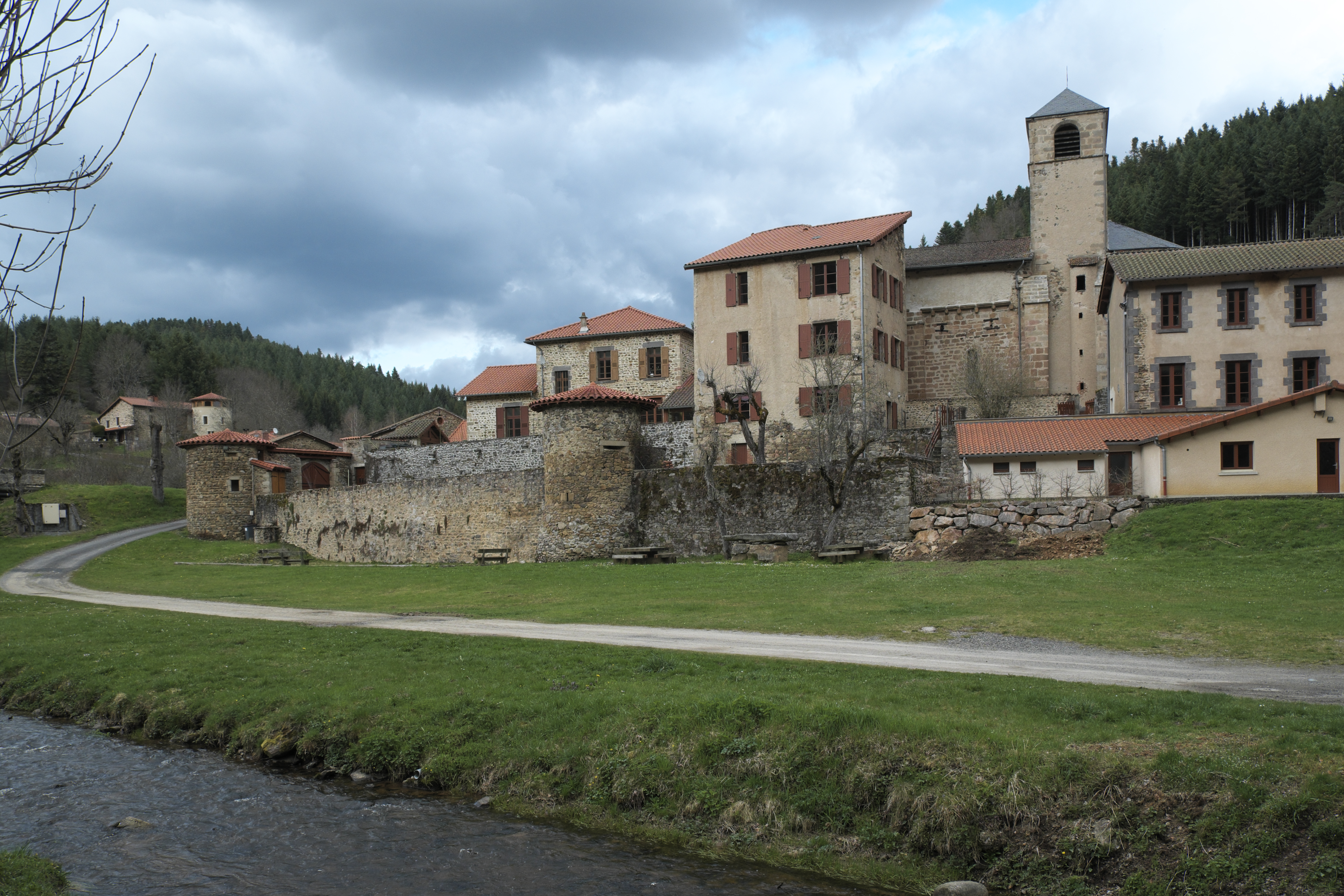
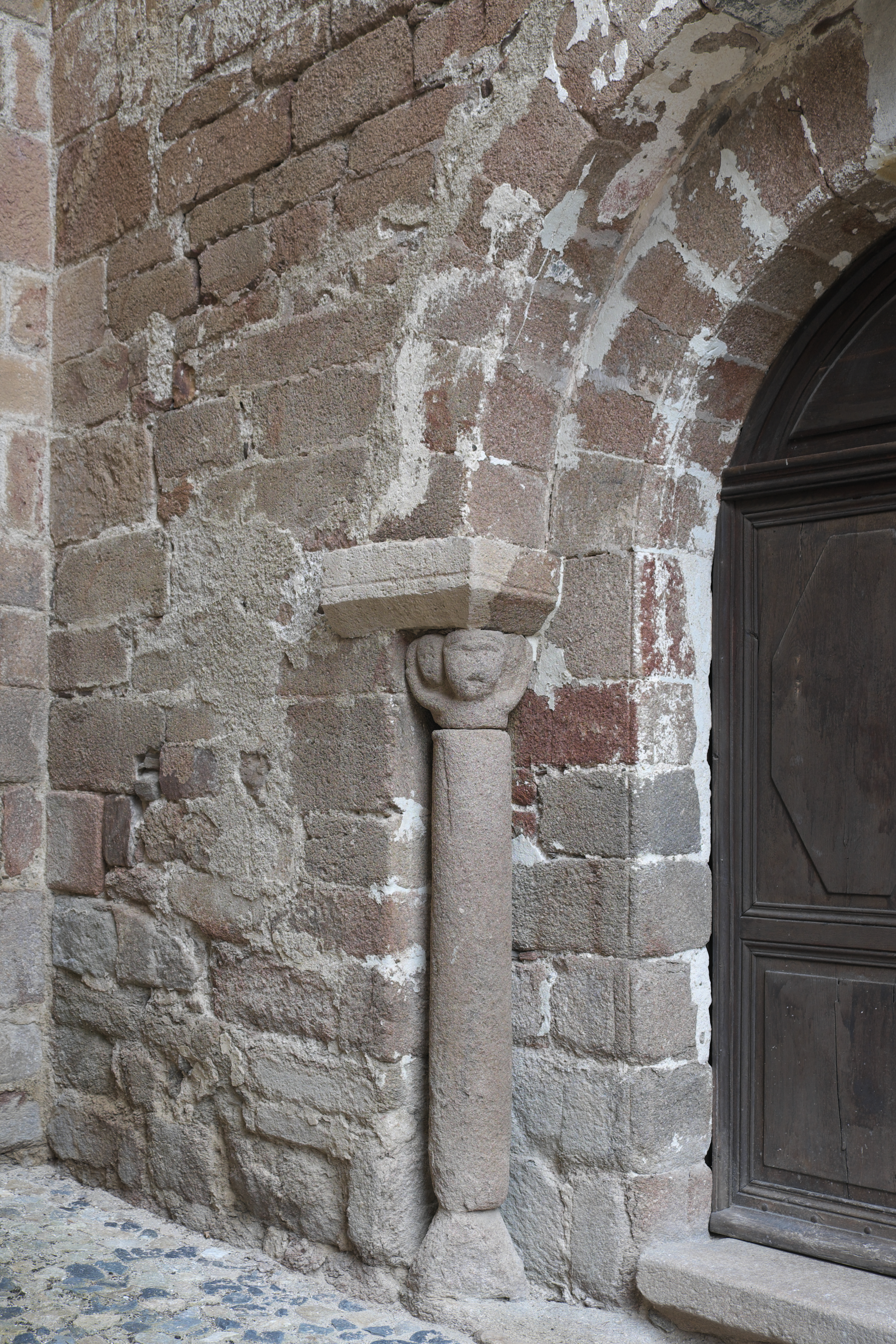
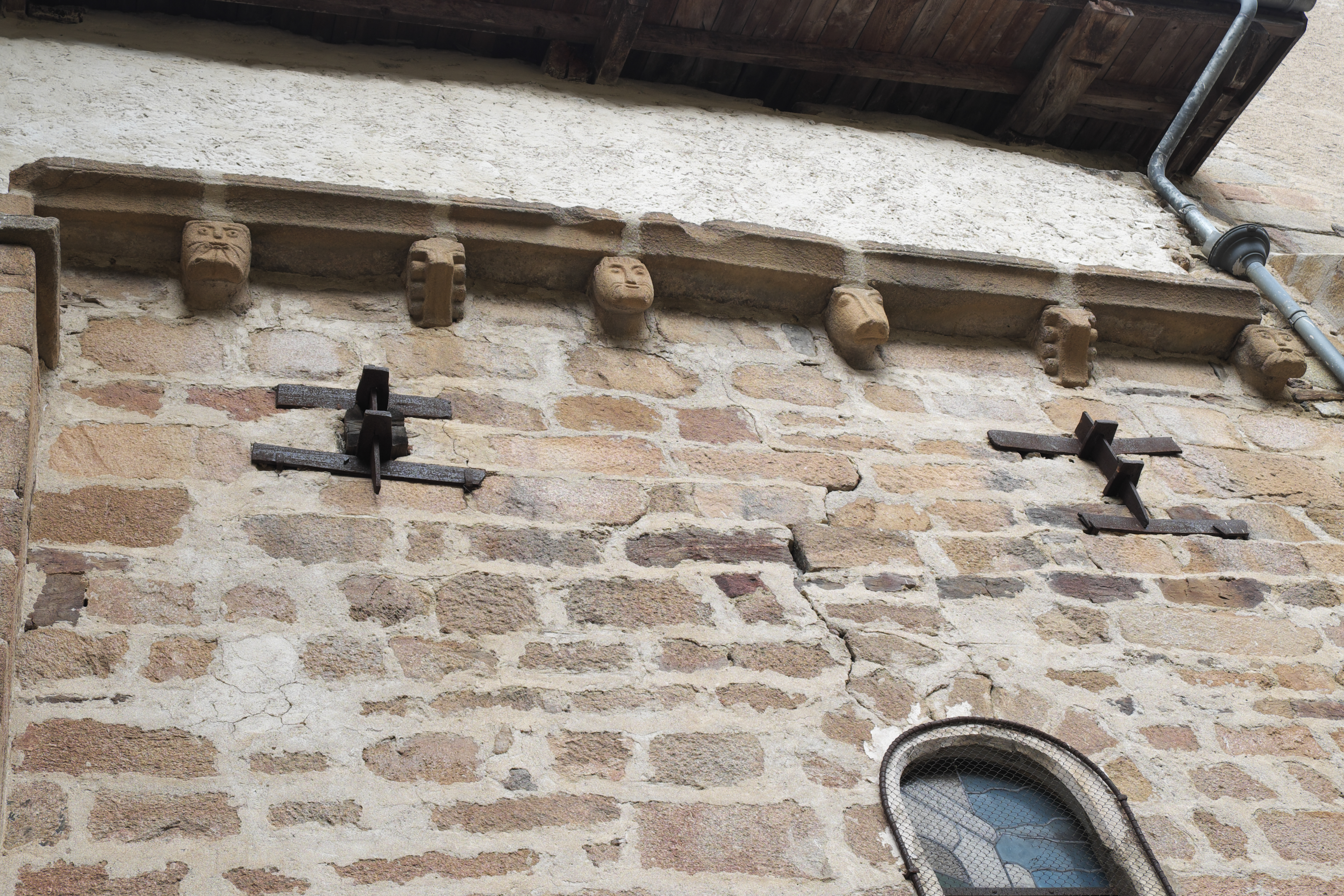
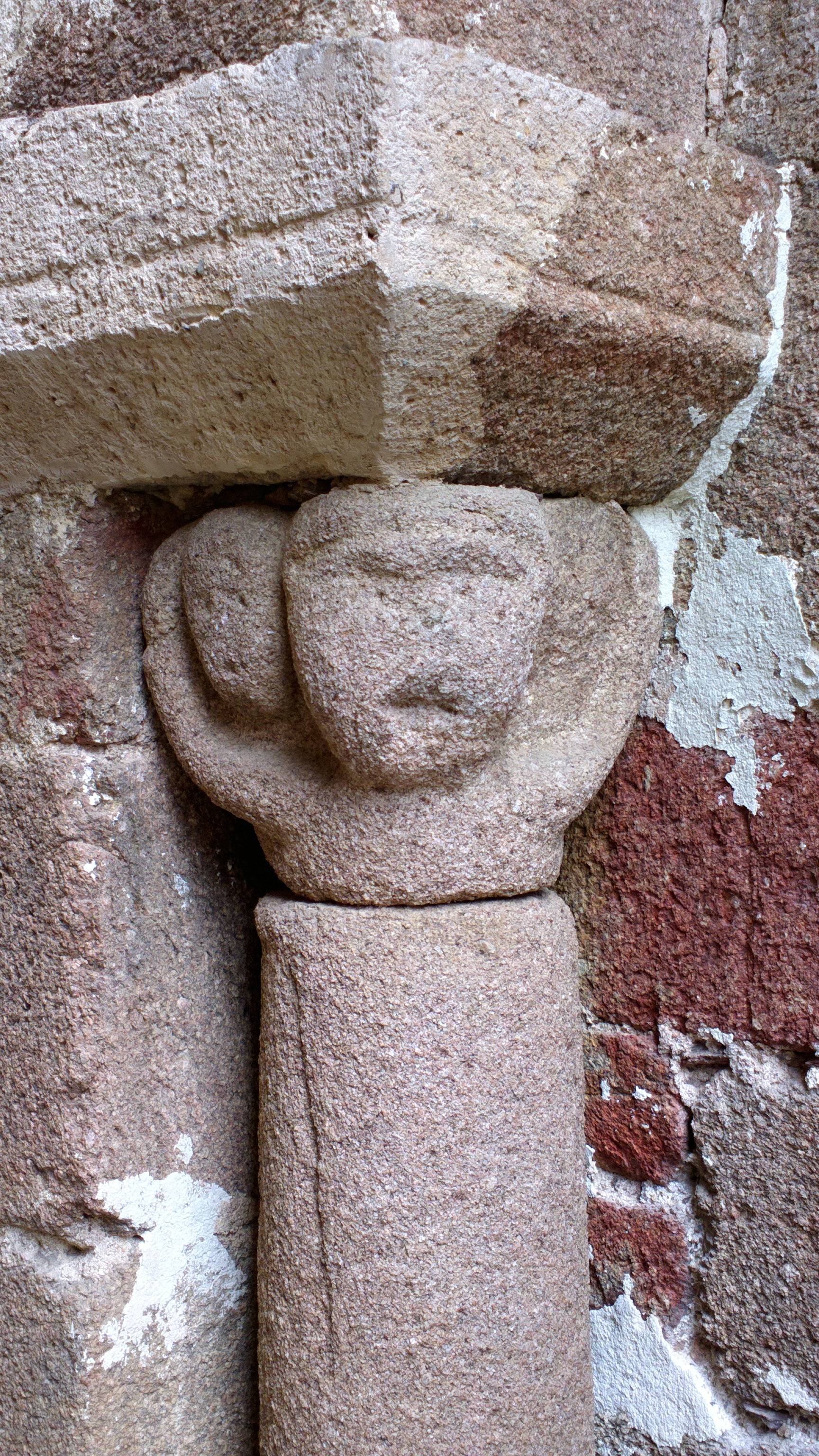

- Château
- Tours de défense
- Mur d'enceinte